# Жильбер, Филипп
Фили́пп Жильбе́р (фр. Philippe Gilbert; род. 5 июля 1982 года в Вервье, Валлония) — бельгийский профессиональный шоссейный велогонщик, выступающий с 2017 года за команду «Deceuninck-Quick Step». Чемпион мира 2012 года в групповой гонке. Трёхкратный Чемпион Бельгии на шоссе. Один из сильнейших специалистов классических однодневных гонок современности.

## Карьера

### Française des Jeux
Профессиональная карьера Жильбера началась в 2003 года, когда он начал выступать за команду «Française des Jeux». В дебютный же год он выиграл этап Тура де л’Авенир. В следующем сезоне Жильберу удалось взять победы на этапе и в зачёте молодых гонщиков Тура Даун Андер, в групповой гонке афинской Олимпиады он стал только 49-м. В 2005 году он выиграл ряд французских гонок, что позволило ему взять Французский велошоссейный кубок. Следующий сезон стал для Жильбера очень успешным. В начале года ему удалось выиграть на престижной Omloop Het Volk, где он неоднократно атаковал и сбросил преследователей за 7 километров до финиша. В 2006 году он также первенствовал на гран-при Валлонии и Фурми, взял победы на этапах Критериум ду Дофине и Энеко Тур.
В начале 2007 года на бедре Жильбера был обнаружен рак кожи, по этой причине подготовка к сезону была смазана. Однако уже в конце марта он участвовал в Милан — Сан-Ремо, где ещё за 2 километра до финиша вместе с Риккардо Рикко держал разрыв от пелотона. Лишь в августе Жильбер одержал единственную для себя победу сезона, на Туре Лимузена. На старте сезона 2008 он был активен на Туре Даун Андер, где взял майку горного короля. Затем Жильбер победил на Вуэльте Мальорки, и снова выиграл Omloop Het Nieuwsblad, пройдя в одиночку последние 50 километров. Конец сезона он отметил своей главной на тот момент победой: на Париж — Тур, где выиграл спринт у трёх своих товарищей по отрыву.

### Omega Pharma-Lotto
2009 год Жильбер начал в команде Silence-Lotto, в составе которой выиграл свой первый этап на супервеломногодневке, «Джиро д’Италия». Жильбер едет одну или две гонки Гранд Тура в год, но борется лишь за победы на этапах. Финиш сезона стал для бельгийца триумфальным. Жильбер снова выиграл Париж — Тур, в финальном спринте одолев Тома Бонена. А через неделю он сделал «осенний дубль», привезя полвелосипеда товарищу по отрыву Самуэлю Санчесу на Джиро ди Ломбардия. Это принесло Жильберу звания лучших велогонщика и спортсмена Бельгии 2009 года.
В апреле 2010 года Жильбер выиграл Амстел Голд Рейс, задёргав пелотон попытками отрывов, последняя из которых, за 500 метров до финиша, завершилась успехом. После победы Жильбер продлил контракт с командой до конца 2012 года. Концовка сезона снова удалась Жильберу: 2 победы на этапах Вуэльты и вторые подряд успехи на Джиро дель Пьемонт и Джиро ди Ломбардия. В декабре он снова был признан спортсменом года своей страны.
В первом «монументе» 2011 года Милан — Сан-Ремо Жильбер спринтовал в лидирующей группке, но уступил Мэттью Госсу и Фабиану Канчелларе. Любимец Роже де Вламинка атаковал на последнем подъёме Тура Фландрии, но был пойман на спуске и закончил гонку лишь 9-м. Последние километры Амстел Голд Рейс бельгиец тянул лидирующую группу к оторвавшемуся Анди Шлеку, после чего выиграл финиш в гору. Через пару дней никто не сумел составить Жильберу конкуренцию и на финальном подъёме Флеш Валонь, что позволило ему возглавить рейтинг Мирового Тура. Третью победу за 8 дней он одержал на Льеж — Бастонь — Льеж, где выиграл финиш у братьев Франка и Анди Шлек. Жильбер повторил достижение Давида Ребеллина, выигравшего 3 арденнские классики в 2004 году. А с учётом победы на Флеш Брабансонн за несколько дней до Амстела, ему удался уникальный «квадрупл».
Летом Жильбер впервые выиграл национальный чемпионат и этап Тур де Франс. Победа на стартовом этапе многодневки привела к тому, что на первых этапах бельгиец стартовал в жёлтой, гороховой и зелёной майках; за последнюю из них он боролся с Кавендишом и Рохасом до заключительного этапа в Париже. Через неделю Жильбер впервые победил на Классике Сан-Себастьяна, спуртовав за 3 километра до финиша. Ещё через неделю он начал борьбу за победу на Энеко Тур, где в итоге уступил Эдвальду Боассону Хагену за счёт более слабой езды в разделке. На следующий день после завершения многодневки Жильбер забрал и второе золото бельгийского чемпионата, в той же разделке. Приехав в сентябре на канадские велогонки, он отказался от капитанства в сборной на чемпионате мира, заявив о ещё ненабранной к октябрьским классикам форме. Однако она не помешала бельгийцу выиграть в Квебеке, добраться до монреальского подиума, и практически гарантировать себе этим победу в Мировом Туре. По дороге на мировое первенство Жильбер заехал на родину, чтобы во второй раз выиграть Гран-при Валлонии, но на чемпионате его атаке в тягун за 200 метров до финиша не хватило мощности, и он откатился во второй десяток.

### BMC Racing Team
Летом 2011 года внимание специалистов и болельщиков занимал вопрос дальнейшего трудоустройства Жильбера, в итоге он подписал 3-летний контракт с BMC Racing Team. Контракт с Omega Pharma-Lotto действовал и на следующий сезон, однако команда разделилась на Omega Pharma - Quick Step и Lotto - Belisol, и новые команды не сумели доказать юридическую преемственность контрактов. Лидер BMC Кэдел Эванс, ранее отказавшийся делить грегари с другим именитым новичком команды, Туром Хусховдом, выразил готовность работать на своего приятеля Жильбера на классиках. Уже в начале марта 2012 года отсутствие побед в новом сезоне заставило специалистов критиковать форму бельгийца. Серия неудач продолжалась до конца августа, когда Филипп выиграл этап Вуэльты Испании. Через две недели он выиграл второй этап Вуэльты, после чего поехал на чемпионат мира в Лимбурге главным фаворитом. Бельгийская команда лучше других провела концовку, и Жильбер сбросил всех во время последнего прохождения Кауберга.

## Личная жизнь
Филипп Жильбер родился в семье велогонщиков. Летом 2010 года он женился, в октябре у них с женой Патрисией родился сын Алан. После побед следующего года Филипп часто поднимался на подиум с ним на руках. 17 мая 2013 года в семье родился второй сын, которого назвали Александр.
В январе 2021 года у Жильбера и его девушки Беттины Пеше родилась дочь Валентайн.
Жильбер поселился в Монако, чтобы избежать уплаты налогов. По этой причине, даже выступая за бельгийскую команду, он вынужден проводить на родине меньше месяца в год, и даже во время арденнских гонок ночует в соседней Франции. Такие охотники за фискальным раем как Тур Хусховд и Александр Винокуров также живут в карликовом княжестве, и, несмотря на то, что долгое время являлись прямыми конкурентами Жильбера на классиках, тренировались вместе с ним.

## Достижения
2004
Тур Даун Андер — этап 3
2005
Тур Средиземноморья — этап 2
Tour du Haut Var — Победитель
Trophée des Grimpeurs — Победитель
Четыре дня Дюнкерка — этап 2
Polynormande — Победитель
2006
Критериум Дофине — этап 2
Энеко Тур — этап 7
Гран-при Фурми — Победитель
Гран-при Валлонии — Победитель
2007
Тур Лимузена — этап 1
2008
Trofeo Mallorca — Победитель
Trofeo Sóller — Победитель
2009
Джиро д’Италия — этап 20
Стер ЗЛМ Тур —  Генеральная классификация
Кубок Сабатини — Победитель
Джиро дель Пьемонте — Победитель
2010
Тур Бельгии — этап 1
Вуэльта Испании — этап 3
Джиро дель Пьемонте — Победитель
2011
Вольта Алгарви — этап 1
Тур Бельгии:
- этап 4
-  Генеральная классификация

Стер ЗЛМ Тур:
- этап 3
-  Генеральная классификация

Тур де Франс — этап 1
Энеко Тур — этап 4
Гран-при Валлонии — Победитель
2012
 1-й Чемпион мира — групповая гонка
Вуэльта Испании — этапы 9 и 19
2013
Вуэльта Испании — этап 12
2014
Тур Пикардии —  Горная классификация
Тур Бельгии —  Очковая классификация
Стер ЗЛМ Тур:
- этапы Пролог и 3
-  Генеральная классификация

Тур Пекина:
- этап 2
-  Генеральная классификация

2015
Tour du Haut Var —  Очковая классификация
Джиро д’Италия — этапы 12 и 18
Гран-при Пино Черами — Победитель
Тур Валлонии — этап 3
2016
Вуэльта Мурсии — Победитель
Тур Люксембурга:
- этапы 2 и 4
-  Очковая классификация

2017
Три дня Де-Панне
- этап 1
-  Генеральная классификация
-  Спринтерская классификация

2019
- 1-й Париж — Рубе

## Статистика выступления

### Чемпионаты
| Соревнование      | Соревнование | 2003 | 2004 | 2005 | 2006 | 2007 | 2008 | 2009 | 2010 | 2011 | 2012 | 2013 | 2014 | 2015 | 2016 | 2017 | 2018 |
| ----------------- | ------------ | ---- | ---- | ---- | ---- | ---- | ---- | ---- | ---- | ---- | ---- | ---- | ---- | ---- | ---- | ---- | ---- |
| Олимпийские игры  | ITT          | —    | —    | —    | —    | —    | —    | —    | —    | —    | 17   | —    | —    | —    | —    | —    | —    |
| Олимпийские игры  | RR           | —    | 49   | —    | —    | —    | —    | —    | —    | —    | 19   | —    | —    | —    | 42   | —    | —    |
| Чемпионат мира    | RR           | DNF  | DNF  | 77   | 92   | 8    | 15   | 6    | 18   | 17   | 1    | 9    | 7    | 10   | —    | 17   | —    |
| Чемпионат мира    | TTT          | —    | —    | —    | —    | —    | —    | —    | —    | —    | 2    | —    | —    | —    | —    | 4    | —    |
| Чемпионат Бельгии | ITT          | —    | —    | —    | —    | —    | 6    | —    | —    | 1    | 3    | 2    | 4    | —    | 11   | —    | —    |
| Чемпионат Бельгии | RR           | —    | —    | —    | 2    | 3    | 24   | 2    | 2    | 1    | 54   | 6    | 44   | —    | 1    | 40   | 2    |

### Однодневки
| Монументальные           | 2004           | 2005           | 2006           | 2007           | 2008           | 2009           | 2010 | 2011 | 2012 | 2013 | 2014 | 2015 | 2016 | 2017 | 2018 | 2019 |
| ------------------------ | -------------- | -------------- | -------------- | -------------- | -------------- | -------------- | ---- | ---- | ---- | ---- | ---- | ---- | ---- | ---- | ---- | ---- |
| Милан — Сан-Ремо         | 14             | 6              | 32             | 21             | 3              | 23             | 9    | 3    | 87   | 32   | 13   | 55   | —    | 29   | 75   | 68   |
| Тур Фландрии             | —              | —              | DNF            | 25             | 15             | 3              | 3    | 9    | 75   | —    | —    | —    | —    | 1    | 3    | DNF  |
| Париж — Рубе             | —              | —              | —              | 52             | —              | —              | —    | —    | —    | —    | —    | —    | —    | —    | 15   | 1    |
| Льеж — Бастонь — Льеж    | 40             | —              | 38             | 16             | 92             | 4              | 3    | 1    | 16   | 7    | 8    | 36   | —    | —    | 31   |      |
| Джиро ди Ломбардия       | —              | 74             | DNF            | —              | —              | 1              | 1    | 8    | DNF  | 20   | 7    | 33   | 34   | 27   | —    |      |
| Классические             | 2004           | 2005           | 2006           | 2007           | 2008           | 2009           | 2010 | 2011 | 2012 | 2013 | 2014 | 2015 | 2016 | 2017 | 2018 | 2019 |
| Омлоп Хет Ниувсблад      | —              | 21             | 1              | 11             | 1              | 15             | 26   | 43   | 31   | —    | —    | 8    | DNF  | 13   | 5    | 8    |
| Кюрне — Брюссель — Кюрне | —              | —              | —              | —              | —              | —              | —    | —    | —    | —    | —    | 49   | —    | 61   | —    | —    |
| Ле Самын                 | 12             | —              | 2              | 2              | 1              | 13             | —    | —    | —    | —    | —    | —    | DNF  | —    | 2    |      |
| Страде Бьянке            | не проводилась | не проводилась | не проводилась | —              | —              | —              | —    | 1    | 48   | —    | —    | —    | —    | —    | 36   | —    |
| Дварс дор Фландерен      | —              | —              | —              | —              | —              | —              | —    | —    | —    | —    | —    | —    | —    | 2    | —    | НФ   |
| E3 БинкБанк Классик      | —              | —              | DNF            | 7              | —              | —              | —    | —    | DNF  | 48   | —    | —    | —    | 2    | 2    | 11   |
| Гент — Вевельгем         | —              | —              | 29             | 45             | 62             | —              | 3    | 36   | 39   | 42   | —    | —    | —    | —    | 17   | 22   |
| Брабантсе Пейл           | —              | —              | —              | DNF            | 2              | 9              | 5    | 1    | 12   | 2    | 1    | 3    | —    | 15   | —    |      |
| Амстел Голд Рейс         | 34             | —              | 68             | —              | 29             | 4              | 1    | 1    | 6    | 5    | 1    | 10   | 81   | 1    | 13   |      |
| Флеш Валонь              | 69             | —              | 21             | 19             | —              | 35             | 6    | 1    | 3    | 15   | 10   | DNF  | 91   | —    | 24   |      |
| Классика Сан-Себастьяна  | —              | 43             | —              | 83             | —              | —              | 42   | 1    | —    | 27   | DNF  | 2    | 58   | НФ   | —    |      |
| Ваттенфаль Классик       | —              | —              | 31             | —              | —              | 49             | 33   | —    | —    | —    | —    | 30   | —    | —    | —    |      |
| Гран-при Квебека         | не проводилась | не проводилась | не проводилась | не проводилась | не проводилась | не проводилась | —    | 1    | —    | —    | —    | 7    | —    |      |      |      |
| Гран-при Монреаля        | не проводилась | не проводилась | не проводилась | не проводилась | не проводилась | не проводилась | —    | 3    | —    | —    | —    | 9    | —    | —    | —    |      |
| Париж — Тур              | 12             | 25             | 13             | 27             | 1              | 1              | 63   | 67   | —    | —    | —    | —    | —    | —    | 8    |      |

### Гранд Туры
| Гранд-Тур00000 00000 000 | 2004 | 2005 | 2006 | 2007 | 2008 | 2009 | 2010 | 2011 | 2012 | 2013 | 2014 | 2015 | 2016 | 2017 | 2018 |
| Джиро д’Италия           | 32   | —    | DNF  | —    | —    | 97   | —    | —    | —    | —    | —    | 39   | —    | —    | —    |
| Тур де Франс             | —    | 70   | 110  | DNF  | 112  | —    | —    | 38   | 46   | 62   | —    | —    | —    | DNF  | DNF  |
| Вуэльта Испании          | —    | —    | —    | 69   | DNF  | 54   | 50   | —    | 59   | DNF  | 45   | —    | DNF  | —    | —    |

| - Джиро д’Италия - Участие:4 - 2004: 32 - 2006: сход на этапе 12 - 2009: 97; Победа на этапе 20 - 2015: 39; Победа на этапах 12 и 18; Приз самому агрессивному гонщику | - Тур де Франс - Участие:7 - 2005: 70 - 2006: 110 - 2007: сход на этапе 15 - 2008: 112 - 2011: 38; Победа на этапе 1; Майка лидера в течение 1-го дня - 2012: 46 - 2013: 62 - 2017: сход на этапе ? - 2018: сход на этапе 16 | - Вуэльта Испании - Участие:8 - 2007: 69 - 2008: сход на этапе 18 - 2009: 54 - 2010: 50; Победа на этапах 3 и 19; Майка лидера в течение 5-ти дней - 2012: 59; Победа на этапах 9 и 19 - 2013: сход на этапе 15; Победа на этапе 12 - 2014: 45 - 2016: сход на этапе 14 |